# Hyptidinae
Hyptidinae, podtribus biljaka iz porodice usnatica, dio tribusa Salviae. Sastoji se od 19 rodova.

## Opis
Hyptidinae, podpleme porodice Lamiaceae, trenutno sadrži 19 rodova i oko 400 vrsta koje su biljke i grmovi rasprostranjeni uglavnom u tropskoj Americi, od južnih Sjedinjenih Država i Kariba do Argentine. Neke su vrste unesene u Stari svijet kao korovi, a dvije vrste prirodno se pojavljuju u tropskoj Africi. Brazil ima glavnu raznolikost unutar podplemena, s pojavom vrsta u različitim vegetacijama, posebno u Atlantskoj kišnoj šumi i Cerradu, regiji koja uključuje države Minas Gerais, Bahia, Goiás, među ostalima (Harley et al., 2004, 2012; Pastore i sur., 2011.; Harley i Pastore, 2012.). 
Nekoliko biljaka ovog taksona prekriveno je žljezdanim trihomima koji proizvode i skladište eterična ulja. Zbog mirisa koji ova ulja daju, biljke su vrlo popularne u ruralnim područjima Latinske Amerike, gdje se koriste kao repelenti protiv štetočina i za liječenje respiratornih i gastrointestinalnih poremećaja, među ostalim (Agra et al., 2007; Pinheiro et al. , 2015.; Arruda i sur., 2016.). Zabilježene su aktivnosti poput antinociceptivnih, antimikrobnih i insekticidnih, koje podržavaju tradicionalnu upotrebu nekih vrsta (Nascimento et al., 2008.; McNeil et al, 2011.).
Osim istraživačkih radova objavljenih tijekom godina, u znanstvenoj literaturi pojavili su se i neki prikazi koji se tiču vrsta Hyptidinae (Piozzi i sur., 2009; McNeil i sur., 2011; Picking i sur., 2013). Nedavno je objavljen prikaz Hyptis, najvećeg roda potplemena (Sedano-Partida i sur., 2020a), koji ukazuje na važnost ovih biljaka.
Fitokemijske procjene provedene s vrstama Hyptidinae otkrile su prisutnost monoterpena i seskviterpena, koji čine eterična ulja, diterpene, triterpene, flavonoide, lignane, fenolne kiseline i α-pirone. Neki od bioloških učinaka ovih vrsta pripisuju se prisutnosti gore navedenih klasa specijaliziranih metabolita. 

## Rodovi
1. Leptohyptis Harley & J. F. B. Pastore (5 spp.)
2. Oocephalus (Benth.) Harley & J. F. B. Pastore (22 spp.)
3. Medusantha Harley & J. F. B. Pastore (8 spp.)
4. Martianthus Harley & J. F. B. Pastore (4 spp.)
5. Gymneia (Benth.) Harley & J. F. B. Pastore (7 spp.)
6. Rhaphiodon Schauer (1 sp.)
7. Physominthe Harley & J. F. B. Pastore (2 spp.)
8. Hyptidendron Harley (22 spp.)
9. Condea Adans. (29 spp.)
10. Mesosphaerum P. Browne (24 spp.)
11. Eriopidion Harley (1 sp.)
12. Eriope Humb. & Bonpl. ex Benth. (32 spp.)
13. Hypenia (Mart. ex Benth.) Harley (26 spp.)
14. Asterohyptis Epling (4 spp.)
15. Marsypianthes Mart. ex Benth. (7 spp.)
16. Eplingiella Harley & J. F. B. Pastore (4 spp.)
17. Cyanocephalus (Pohl ex Benth.) Harley & J. F. B. Pastore (27 spp.)
18. Cantinoa Harley & J. F. B. Pastore (26 spp.)
19. Hyptis Jacq. (168 spp.)